# Тирозин
Тирози́н (α-амино-β-(п-гидроксифенил) пропионовая кислота, сокращения: Тир, Tyr, Y) — ароматическая альфа-аминокислота. Существует в двух оптически изомерных формах — L и D и в виде рацемата (DL). По строению соединение отличается от аминокислоты фенилаланина наличием фенольной гидроксильной группы в пара-положении бензольного кольца.
В составе белков и других соединений остаток молекулы тирозина принято называть тирозил.
Также известны биохимически менее важные мета- и орто- изомеры тирозина.

## История
Тирозин впервые выделил — в 1846 году, из белка казеина, содержащегося в сыре, — немецкий химик Юстус фон Либих и он же дал аминокислоте название, происходящее от греческого слова «tyros», означающее «сыр».

## Функции
L-тирозин является протеиногенной аминокислотой и входит в состав белков всех известных живых организмов. Тирозин входит в состав ферментов, во многих из которых именно тирозину отведена ключевая роль в ферментативной активности и её регуляции. Местом атаки фосфорилирующих ферментов протеинкиназ часто является именно фенольный гидроксил остатков тирозина. Остаток тирозина в составе белков может подвергаться и другим посттрансляционным модификациям. В некоторых белках (резилин насекомых) присутствуют молекулярные сшивки, возникающие в результате посттрансляционной окислительной конденсации остатков тирозина с образованием дитирозина и тритирозина.
Остаток тирозина также играет важную роль в фотосинтезе. В хлоропластах (фотосистема II) он действует как донор электронов при восстановлении окисленного хлорофилла. В этом процессе он теряет атом водорода своей фенольной ОН-группы. Этот радикал впоследствии восстанавливается в фотосистеме II четырьмя основными кластерами марганца.
Окрашивание в результате ксантопротеиновой качественной реакции на белки определяется преимущественно нитрованием остатков тирозина (нитруются также остатки фенилаланина, триптофана, и гистидина).

## Биосинтез

Биосинтез тирозина из префената у растений.

В процессе биосинтеза тирозина промежуточными соединениями являются шикимат, хоризмат, префенат. Из центральных метаболитов тирозин в природе синтезируют микроорганизмы, грибы и растения. Животные не синтезируют тирозин de novo, но способны гидроксилировать незаменимую аминокислоту фенилаланин в тирозин. Более подробно биосинтез тирозина рассмотрен в статье шикиматный путь.
Тирозин относят к заменимым для человека и большинства других животных аминокислотам, так как в организме эта аминокислота образуется из другой (незаменимой) аминокислоты — фенилаланина.

## Метаболизм

Превращение фенилаланина и тирозина в их биологически важные производные.

### Фосфорилирование и сульфатирование
Некоторые из остатков тирозина могут быть помечены (по гидроксильной группе) фосфатной группой (фосфорилированной) протеинкиназами. В своей фосфорилированной форме тирозин называется фосфотирозином. Фосфорилирование тирозина считается одним из ключевых этапов передачи сигнала и регуляции ферментативной активности. Фосфотирозин может быть обнаружен с помощью специфических антител. Остатки тирозина также могут быть модифицированы путём добавления сульфатной группы (процесс, известный как сульфатирование тирозина). Сульфатирование тирозина катализируется тирозилпротеинсульфотрансферазой (TPST). Как и упомянутые выше антитела к фосфотирозину, недавно были описаны антитела, которые специфически обнаруживают сульфотирозин.

### Предшественник нейротрансмиттеров и гормонов
В дофаминергических клетках головного мозга тирозин превращается в L-ДОФА с помощью фермента тирозингидроксилазы (TH). Это фермент, ограничивающий скорость, участвующий в синтезе нейромедиатора дофамина. Затем дофамин может быть преобразован в другие катехоламины, такие как норадреналин (норадреналин) и адреналин (адреналин).
Гормоны щитовидной железы трийодтиронин (Т3) и тироксин (Т4) в коллоиде щитовидной железы также являются производными веществами от тирозина.

### Предшественник алкалоидов
Было показано, что латекс Papaver somniferum, опийного мака, превращает тирозин в алкалоид морфин, и был установлен биосинтетический путь от тирозина к морфину с использованием радиоактивно меченого углеродом-14 тирозина для изучения пути синтеза in vivo.

### Предшественник природных фенолов
Тирозин-аммиачная лиаза (TAL) представляет собой фермент в пути биосинтеза природных фенолов. Он превращает L-тирозин в п-кумаровую кислоту.

### Предшественник пигментов
Тирозин также является предшественником пигмента меланина.

### Роль в синтезе коэнзима Q10
Тирозин (или его предшественник фенилаланин) необходим для синтеза структуры бензохинона, которая входит в состав кофермента Q10.

### Деградация

Разложение тирозина до ацетоацетата и фумарата. Для пути разложения необходимы две диоксигеназы. Затем конечные продукты (ацетоацетат и фумарат) могут участвовать в цикле лимонной кислоты.

В организм человека и других животных тирозин поступает с пищей. Также тирозин образуется из фенилаланина (реакция протекает в печени под действием фермента фенилаланин-4-гидроксилазы). Превращение фенилаланина в тирозин в организме в большей степени необходимо для удаления избытка фенилаланина, а не для восстановления запасов тирозина, так как тирозин обычно в достаточном количестве поступает с белками пищи, и его недостатка в организме, как правило, не возникает. Таким образом уменьшается избыток тирозина, образующегося при расщеплении белков. Тирозин путём переаминирования с α-кетоглутаровой кислотой превращается в 4-гидроксифенилпируват, который далее окисляется (с одновременной миграцией и декарбоксилированием кетокарбоксиэтильного заместителя) в гомогентизат. Гомогентизат через стадии образования 4-малеилацетоацетата и 4-фумарилацетоацетата распадается до фумарата и ацетоацетата. Окончательное разрушение этих продуктов происходит в цикле Кребса.
Таким образом, у животных и человека тирозин распадается до фумарата (превращается в оксалоацетат, являющийся субстратом глюконеогенеза) и ацетоацетата (повышает уровень кетоновых тел в крови), поэтому тирозин, а также превращающийся в него фенилаланин, по характеру катаболизма у животных относят к глюко-кетогенным (смешанным) аминокислотам (см. классификацию аминокислот).
Также известны и другие пути метаболизма тирозина в других организмах.

## Орто- и мета-тирозин

Ферментативное окисление тирозина фенилаланингидроксилазой (вверху) и неэнизматическое окисление фенилаланина свободными радикалами гидроксила (посередине и внизу)

Известны три структурных изомера L-тирозина. В дополнение к распространенной аминокислоте L-тирозину, который является параизомером (пара-tyr, p-tyr или 4-гидроксифенилаланин), существуют два дополнительных региоизомера, а именно метатирозин (также известный как 3-гидроксифенилаланин, L-m-тирозин и m-tyr) и орто-тирозин (o-tyr или 2-гидроксифенилаланин), встречающийся в природе. Редкие изомеры m-tyr и o-tyr образуются в результате неферментативного свободнорадикального гидроксилирования фенилаланина в условиях окислительного стресса.
м-Тирозин и его аналоги (редкие в природе, но доступные синтетически) показаны при болезни Паркинсона, болезни Альцгеймера и артрите.

## Клиническое значение
С обменом тирозина связаны некоторые известные наследственные заболевания. При наследственном заболевании фенилкетонурии превращение фенилаланина в тирозин нарушено, и в организме происходит накопление фенилаланина и его метаболитов (фенилпируват, фениллактат, фенилацетат, орто-гидроксифенилацетат, фенилацетилглутамин), избыточное количество которых отрицательно сказывается на развитии нервной системы. При другом известном наследственном заболевании — алкаптонурии — нарушено превращение гомогентизата в 4-малеилацетоацетат.
Известно также несколько относительно редких заболеваний (тирозинемий), вызванных нарушениями обмена тирозина. Терапия этих заболеваний, как и фенилкетонурии, — диетическое ограничение белка.

## Медицинское применение
Тирозин является предшественником нейротрансмиттеров и повышает уровни нейротрансмиттеров в плазме крови (особенно дофамина и норадреналина), но практически не влияет на настроение у нормальных людей. Ряд исследований показал, что тирозин полезен при стрессе, простуде, усталости, снижении веса из-за стресса — у мышей; снижении уровня гормонов стресса — у крыс; длительной работе и лишении сна — у людей, улучшая их когнитивную и физическую работоспособность.
Тирозин, по-видимому, не оказывает какого-либо существенного влияния на когнитивную или физическую работоспособность в обычных обстоятельствах, но помогает лучше поддерживать рабочую память во время многозадачности.

## Роль в питании
| Вид продукта                           | Содержание, мг/100 г |
| -------------------------------------- | -------------------- |
| Изолят соевого белка                   | 3222                 |
| Яичный белок сушёный                   | 3153                 |
| Спирулина сушёная                      | 2584                 |
| Арахисовая мука обезжиренная           | 2122                 |
| Треска атлантическая вяленая и солёная | 2121                 |
| Кунжутная мука нежирная                | 2100                 |
| Сыр пармезан твёрдый                   | 1995                 |
| Яйцо целое сушёное                     | 1981                 |
| Соевая мука обезжиренная               | 1778                 |
| Молоко сухое обезжиренное              | 1746                 |
| Тофу вялено-замороженный (коядофу)     | 1604                 |

L-тирозин является заменимой аминокислотой. Содержание в некоторых продуктах питания приведено в таблице.

## Применение
Тирозин подавляет аппетит, способствует уменьшению отложения жиров, способствует выработке меланина и улучшает функции надпочечников, щитовидной железы и гипофиза.